# Эспина Сальгеро, Густаво
Густаво Адольфо Эспина Сальгеро (исп. Gustavo Adolfo Espina Salguero; 26 ноября 1946 — 23 октября 2024) — гватемальский политик, занимавший пост президента страны с 1 по 5 июня 1993 года.
14 января 1991 года стал вице-президентом при президенте Хорхе Антонио Серрано Элиас.
В июне 1992 года Серрано находился в турне по странам Азии, и Эспина временно исполнял обязанности президента. 15 июня 1992 года силами безопасности страны были уничтожены незаконные посевы кукурузы примерно 500 семей безземельных крестьян на территории департамента Кесальтенанго, что привело к пешему маршу потерпевших на столицу страны и жестокому разгону их митинга на площади Пласа-Майор, устроенному по личному приказу Эспины, в ходе которого многие из участников протеста получили ранения и попали в больницы. 23 июля 1992 года Эспина принял делегацию крестьян для переговоров с ними.
25 мая 1993 года Хорхе Серрано объявил в стране чрезвычайное положение и совершил «самопереворот» против законных органов власти; Эспина поддержал его. Когда 1 июня того же года Серрано был вынужден уйти в отставку по требованию армейского руководства, Эспина по решению армии занял пост президента, однако парламент воспротивился этому назначению, ввиду чего Эспина так и не принял присягу и правил в статусе вице-президента. Правительство, за исключением Гарсии Самайоа и министра внутренних дел Франсиско Пердомо Сандовала, 3 июня подало в отставку, и в тот же день было начато следствие против Серрано, Эспины и Пердомо по фактам нарушения ими конституции, злоупотребления служебным положением и растрат. 5 июня 1993 года парламент объявил посты президента и вице-президента вакантными и назначил Рамиро де Леона Карпио президентом на оставшийся срок полномочий Серрано до 14 января 1996 года. Эспина в ходе этих событий бежал в Коста-Рику, где провёл два последующих года. В 1995 году вернулся в Гватемалу, провёл одну ночь в тюрьме и был освобождён под залог.
22 июля 1997 года суд признал его виновным в нарушении конституции, но в качестве наказания ему была назначена лишь выплата штрафа размером 7300 кетсалей. Впоследствии занимался бизнесом; в 2019 году вновь оказался под следствием по обвинению в отмывании денег.
Эспина Сальгеро умер 23 октября 2024 года в возрасте 77 лет.